# 衣浦隧道

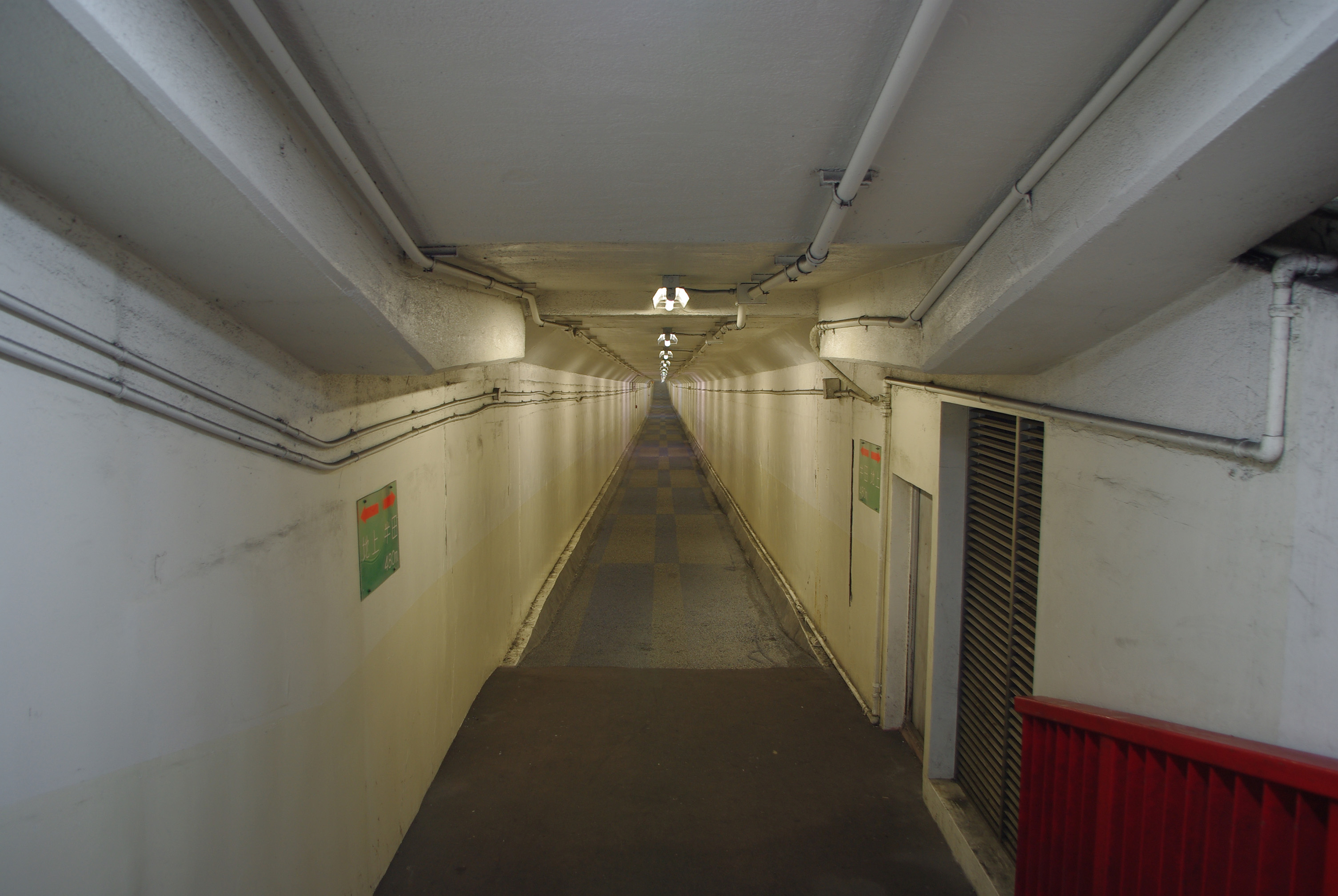
人行隧道内部

衣浦隧道（日语：／ kinuura tonneru）是日本愛知縣的一座穿过三河灣衣浦灣的沉管式海底隧道，连接两侧的半田市和碧南市，承载愛知県道265号碧南半田常滑線以及人行通道，全长1.7（1.06英里），有南北两条，共双向四车道，南隧道1973年8月1日通车，北隧道2003年3月19日通车。